# Джонні Магальйон
Хосе Джонні Магальйон Оліва (ісп. Jonny Magallón, нар. 21 листопада 1981, Окотлан, Халіско, Мексика) — мексиканський футболіст, що грає на позиції захисника.
Виступав, зокрема, за клуби «Гвадалахара» та «Леон», а також національну збірну Мексики.

## Клубна кар'єра
Вихованець футбольної школи клубу «Гвадалахара». У дорослому футболі дебютував 2000 року виступами за команду дублерів цього клубу, в якій провів чотири сезони.
Своєю грою за другу команду привернув увагу представників тренерського штабу основної команди «Гвадалахари», до складу якої почав залучатися 2005 року. Відіграв за команду з Гвадалахари наступні сім сезонів своєї ігрової кар'єри. Більшість часу, проведеного у складі «Гвадалахари», був основним гравцем захисту команди.
2012 року уклав контракт з клубом «Леон». Граючи у складі «Леона» також здебільшого виходив на поле в основному складі команди.
Протягом 2016 року на правах орендної угоди захищав кольори аргентинського «Лануса».
З 2017 року, знову на правах оренди, вистпає за «Мінерос де Сакатекас».

## Виступи за збірну
2007 року дебютував в офіційних матчах у складі національної збірної Мексики. Протягом кар'єри у національній команді, яка тривала 5 років, провів у формі головної команди країни 54 матчі, забивши 3 голи.
У складі збірної був учасником розіграшу Кубка Америки 2007 року у Венесуелі, на якому команда здобула бронзові нагороди, розіграшу Золотого кубка КОНКАКАФ 2007 року у США, де разом з командою здобув «срібло», розіграшу Золотого кубка КОНКАКАФ 2009 року у США, здобувши того року титул континентального чемпіона, чемпіонату світу 2010 року у ПАР.

## Титули і досягнення
- Бронзовий призер Кубка Америки: 2007
- Переможець Золотого кубка КОНКАКАФ: 2009
- Срібний призер Золотого кубка КОНКАКАФ: 2007